# Bordásmedúzák
A bordásmedúzák (Ctenophora) a sugaras szimmetriájú állatok (Radiata) csoportjának egyik törzse alig 180 recens fajjal.
Tudományos nevük a görög ktenidion (fésűcske) és pherein (hordozni) szavak összetétele. A „fésűhordozók” név fésűkre emlékeztető úszólemezeikre utal. Magyar nevüket arról kapták, hogy testpalástjukon nyolc bordaszerű duzzanat húzódik végig.

## Rendszertani helyzetük
Korábban a tömlősök vagy testüreg-nélküliek (Acoelomata) csoportjába sorolták őket, mint a csalánozók törzsének egyik altörzsét, de idővel önálló törzzsé minősítették a taxont.
Két recens és három kihalt osztályuk ismert:
- tapogató nélküli bordásmedúzák. Az ide sorolt fajoknak nincs tapogatókarjuk. Tágulékony szájuk nagyobb zsákmány (például halak) elnyelésére is alkalmas; ennek megfelelően a garatjuk is bő. Bordacsatornáik hálózatot alkotnak. Egyetlen rendjük a kucsmamedúzáké (Beroida).
- tapogatós bordásmedúzák. Egy pár jól fejlett tapogatójuk van. A szájuk kicsiny és a garatjuk is viszonylag szűk. Hat rend tartozik ide a fajok nagy többségével. Szalagszerűen megnyúlt testű tapogatós a Vénusz öve (Cestus veneris), amely a Földközi-tengerben sem ritka.
- †Scleroctenophora[1]
- †Fasciculidae
- †Xanioascidae

Testvércsoportjuknak eredetileg a csalánozókat (Cnidaria) tekintették. Újabb adatok szerint ez a valódi szövetes állatok (Eumetazoa) elsőként divergált ága, ekként testvércsoportja a csalánozókat, a korongállatkákat (Placozoa) és a kétoldali szimmetriájú állatokat (Bilateria) egyaránt magában foglaló ParaHoxozoa klád.

## Származásuk, elterjedésük
2008-ban molekuláris genetikai vizsgálatot végeztek 21 törzsbe tartozó élőlény 150 génjével. E vizsgálat szerint a bordásmedúzák az állatvilág leginkább alapi helyzetű törzse, és valószínűsítette, hogy a sokáig alapi helyzetűnek gondolt szivacsok csak másodlagosan egyszerűsödtek le.

## Megjelenésük, felépítésük
Méretük meglehetősen változatos a mindössze néhány milliméteresre növő fajoktól mintegy 1,5 méterig. Lehetnek gömbszerűek vagy kucsmaalakúak, de szalagszerűen nyúltak és laposak is. Szimmetriájuk kétsugaras (biradiális). Szöveteikben rendkívül sok (több, mint 99 %) a víz, ezért gyakorlatilag átlátszóak, illetve áttetszőek. Többféle pigment hatására gyakran halvány pasztellszínűek; leggyakoribb árnyalatuk a rózsaszín. Nap közben gyakran nem is láthatók, és a szemlélő csak az úszólemezkéiken megcsillanó fényre figyel fel.
Éjjel számos fajuk a mélytengeri állatokhoz hasonlóan lumineszkál. Meleg nyáréjszakákon gyakori látványa, hogy az egyébként észrevehetetlen bordásmedúzák a legkisebb inger hatására is valósággal „felizzanak” egy-egy percre (Urania).
Fejlődésük megrekedt a bélcsíra állapotban. Űrbelükhöz (központi gyomor) szűk nyelőcső vezet. Általában a nyelőcső és a központi gyomor is lapult, de különböző irányokban, akár egymásra merőlegesen is. Az űrbél több csatornára tagolható. Testüket nyolc porcszerű borda tartja, és ezek mentén futnak az idegek. Testük három részre tagolható:
- tetőtájék (aborális pólus) — ezen található sajátos helyzetérzékelő készülékük, a többféle néven ismert apikális szerv (sztatociszta, tetőszerv, érzőszerv)
- testpalást (perisoma) és
- szájkörnyék (orális pólus).

A  testpalást bordáin helyezkednek el a fésűkre emlékeztető, csillók (nem teljes) összenövéséből kialakult úszólemezek.
A testüket kívülről borító, ektodermális eredetű felhámban (epidermisz) sok a mirigysejt. A belső bélhám (gasztrodermisz) entodermális eredetű. Azonnal felismerhetők bordamenti (a bordákon keresztben futó csíkokba rendezett) úszólemezeikről, amelyeken látszik, hogy csillók összenövéséből alakultak ki (ezek miatt régebben „fésűs medúzáknak” is hívták őket). A két hámréteget vastag, támasztólemezekből és töltelékszövetből álló köztes réteg (mesogloea) kapcsolja egymáshoz. 
Karjaikat izmokkal  mozgatják.
Idegrendszerük a csalánozókéhoz hasonlóan diffúz; részben kémiailag szabályozott. A tetőtájék helyzetérző szervét idegkötegek kapcsolják az evezőlemezekhez. A karokon mechanikai érzéksejtek is vannak.
A tapogatós bordásmedúzák (Tentaculata) testének két oldalán egy-egy tapogató (tentaculum); ezeket az állat vissza tudja húzni az úgynevezett tapogatóhüvelybe. A tapogatók felszínét speciális, a zsákmányszerzést segítő enyvsejtek (kolloblasztok)borítják.
Emésztőrendszerük bonyolult, többszörösen elágazó. Gyomrukból (infundibulum) kétoldalt egy-egy harántcsatorna (transzverzális csatorna) nyílik, és ezekből négy-négy bordacsatorna (meridionális csatorna) fut a bordákhoz. Ezek a csatornák helyenként elágaznak és újraegyesülnek, összetett hálózatot hozva létre. Ugyancsak egy-egy csatorna fut a tapogatóhüvelyekhez (ha vannak), ill. lefelé a garat mentén. A gyomorból egy külön, úgynevezett aborális csatorna fut az apikális szerv felé, ahol Y-alakban elágazik, és egy-egy pórussal a külvilágba nyílik. Ezek a pórusok anális nyílásként is felfoghatók, bár a salakanyagok nagy része a szájnyíláson távozik. A felesleges vizet, ionokat teljes testfelületükön adják le.
Elkülönült kiválasztó-, légző- és keringési rendszerük nincs. Ivarmirigyeik a bordacsatornákban vagy ezek kiöblösödéseiben találhatók. Idegrendszerük hálózatos, de a test bizonyos részein, így a csúcsszerv alatt, a bordák mentén, a száj körül, ill. a tapogatókban koncentrálódhat.
Biolumineszcensek, zavarás hatására kékes vagy zöldes fénnyel világítanak.

## Életmódjuk, élőhelyük
Valamennyien tengeriek; az édesvizekbe nem települtek ki, bár a folyótorkolatok brakkvizeibe behatolnak. Többségük nyíltvízi (pelágikus), planktonikus életmódú; ezek úszólemezeik csillózatának csapkodásával hajtják magukat, mégpedig szájnyílásukkal előre. Egyes fajok helyváltoztatását a tapogatók is segítik. Néhány tucat fajuk aljzatlakó (bentikus).
A szabadon úszó fajok többnyire a felszín közelében tartózkodnak, időnként azonban (többféle okkal) lemerülnek (Urania).

### Táplálkozásuk
Ragadozók. A tapogatós fajok zsákmányukat az enyvsejtekkel karjukhoz ragasztják, a tapogatók nélküli fajok tágulékony szájnyílásukkal húzzák rá magukat. A préda nyelőcsövükből a központi űrbélbe kerül. Az emészthetetlen maradékok és salakanyagok többségét szájnyílásukon öklendezik ki.

### Légzésük
Légzésük diffúz, tehát az oxigént teljes testfelületükön, külön légzőszerv nélkül veszik fel.

### Szaporodásuk
Többségük hímnős. Főleg ivarosan, külső megtermékenyítéssel szaporodnak; az ivarsejteket a bordacsatornák entodermája termeli.. Érdekességük, hogy nemcsak a kifejlett állatok, de már egyes fajok lárvái is szaporodnak.
Egészen különös sajátosságuk, hogy számos faj kétszer éri el az ivarérettséget: először 0,5–1,5 mm-es lárvaként szaporodnak, másodjára pedig felnőttkorukban; ez a jelenség a disszogonia. A petékből közvetlenül medúza fejlődik közbenső planula-lárva állapot nélkül. (Urania).

## Gazdasági jelentőségük
Egyes inváziós fajaik, mint például a Fekete-tengerbe behurcolt tengeri dió (amerikai fésűs medúza, Mnemiopsis leidyi) túlszaporodva komoly károkat okozhatnak az értékes halfajok táplálékkonkurenseként, illetve ikráik és ivadékaik fogyasztásával.